# Ungdom i bojor
Ungdom i bojor är en svensk svartvit dramafilm från 1942 i regi av Anders Henrikson. 

## Handling
Servitrisen Karin får reda på att hennes fjortonårige bror Benke är med i en ungdomsliga som gör inbrott i kiosker.

## Om filmen
Filmen hade Sverigepremiär den 16 november 1942 i ett antal svenska städer. Den har aldrig visats i TV.

## Rollista, urval
- Sonja Wigert – Karin Borg
- George Fant – Valle Janson
- Anders Henrikson – doktor Ragnar Ekblad
- Elof Ahrle – Carmen, sutenör
- Bengt Dalunde – Benke Borg, Karins bror
- Håkan Bergström – Ärtan
- Börje Nilsson – Knutte
- Kurt Willbing – Stickan
- Christian Bratt – John
- Tekla Sjöblom – mormor
- Åke Claesson – docent
- Ivar Kåge – domare
- Sven Bergvall – direktör på uppfostringsanstalten
- Harry Ahlin – tillsynsman
- Carl-Gunnar Wingård – reklamchef
- Olav Riégo – kommissarie